# ماريانو غارسيا ريمون
ماريانو غارسيا رامون (بالإسبانية: Mariano García Remón) ( مواليد 30 سبتمبر 1950 في مدريد ، إسبانيا ) هو مدرب كرة قدم إسباني ولاعب سابق دولي إسباني لعب معظم فتراته مع ريال مدريد وحقق معهم ستة بطولات دوري وثلاثة بطولات كأس وبطولتين كأس الاتحاد الأوروبي.

## وصلات أخرى
- Profile نسخة محفوظة 19 أبريل 2012 على موقع واي باك مشين.

## روابط خارجية
- ماريانو غارسيا ريمون على موقع قاعدة بيانات كرة القدم.إي يو (الإنجليزية)
- ماريانو غارسيا ريمون على موقع ناشيونال فوتبول تيمز (الإنجليزية)